# Charles Edward Coffin

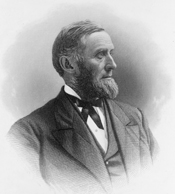
Charles Edward Coffin

Charles Edward Coffin (* 18. Juli 1841 in Boston, Massachusetts; † 24. Mai 1912 in Muirkirk, Maryland) war ein US-amerikanischer Politiker. Zwischen 1894 und 1897 vertrat er den Bundesstaat Maryland im US-Repräsentantenhaus.

## Werdegang
Charles Coffin besuchte die öffentlichen Schulen seiner Heimat. Im Jahr 1863 kam er nach Muirkirk in Maryland, wo er die dortigen Eisenwerke führte. Gleichzeitig schlug er als Mitglied der Republikanischen Partei eine politische Laufbahn ein. Im Jahr 1884 saß er im Abgeordnetenhaus von Maryland; zwischen 1890 und 1894 gehörte er dem Staatssenat an. Im Juni 1892 war er Delegierter zur Republican National Convention in Minneapolis.
Nach dem Rücktritt des Abgeordneten Barnes Compton wurde Coffin bei der fälligen Nachwahl für den fünften Sitz von Maryland als dessen Nachfolger in das US-Repräsentantenhaus in Washington, D.C. gewählt, wo er am 6. November 1894 sein neues Mandat antrat. Gleichzeitig wurde er auch für die folgende Legislaturperiode gewählt. Damit konnte Coffin bis zum 3. März 1897 im Kongress verbleiben. Nach dem Ende seiner Zeit im US-Repräsentantenhaus war er weiter in der Eisenverarbeitung tätig. Dabei wurde er Eigentümer der Firma Muirkirk Blast Furnaces. Er starb am 24. Mai 1912 in Muirkirk.